# Тум (Лодзинське воєводство)
Тум (пол. Tum) — село в Польщі, у гміні Ґура-Свентей-Малґожати Ленчицького повіту Лодзинського воєводства.
Населення — 436 осіб (2011).
У 1975-1998 роках село належало до Плоцького воєводства.

## Демографія
Демографічна структура станом на 31 березня 2011 року:
|          | Загалом | Допрацездатний вік | Працездатний вік | Постпрацездатний вік |
| -------- | ------- | ------------------ | ---------------- | -------------------- |
| Чоловіки | 204     | 29                 | 142              | 33                   |
| Жінки    | 232     | 45                 | 132              | 55                   |
| Разом    | 436     | 74                 | 274              | 88                   |